# Death Journey
Death Journey è un film statunitense del 1976 scritto, diretto e interpretato da Fred Williamson.

## Trama
Preoccupati per la vita di Finley, il contabile nonché testimone chiave del processo contro una gang di Jack Rosewald, il procuratore distrettuale Virgil Riley e il suo assistente Jonas assumono il loro detective Jesse Crowder. Crowder accetta e diventa amico di Finley, e si mettono in viaggio prendendo ogni mezzo di trasporto, ma si ritrovano in una serie di attacchi organizzati dal capo della gang Jack Rosewald, un criminale senza scrupoli.